# Carl Weingartz

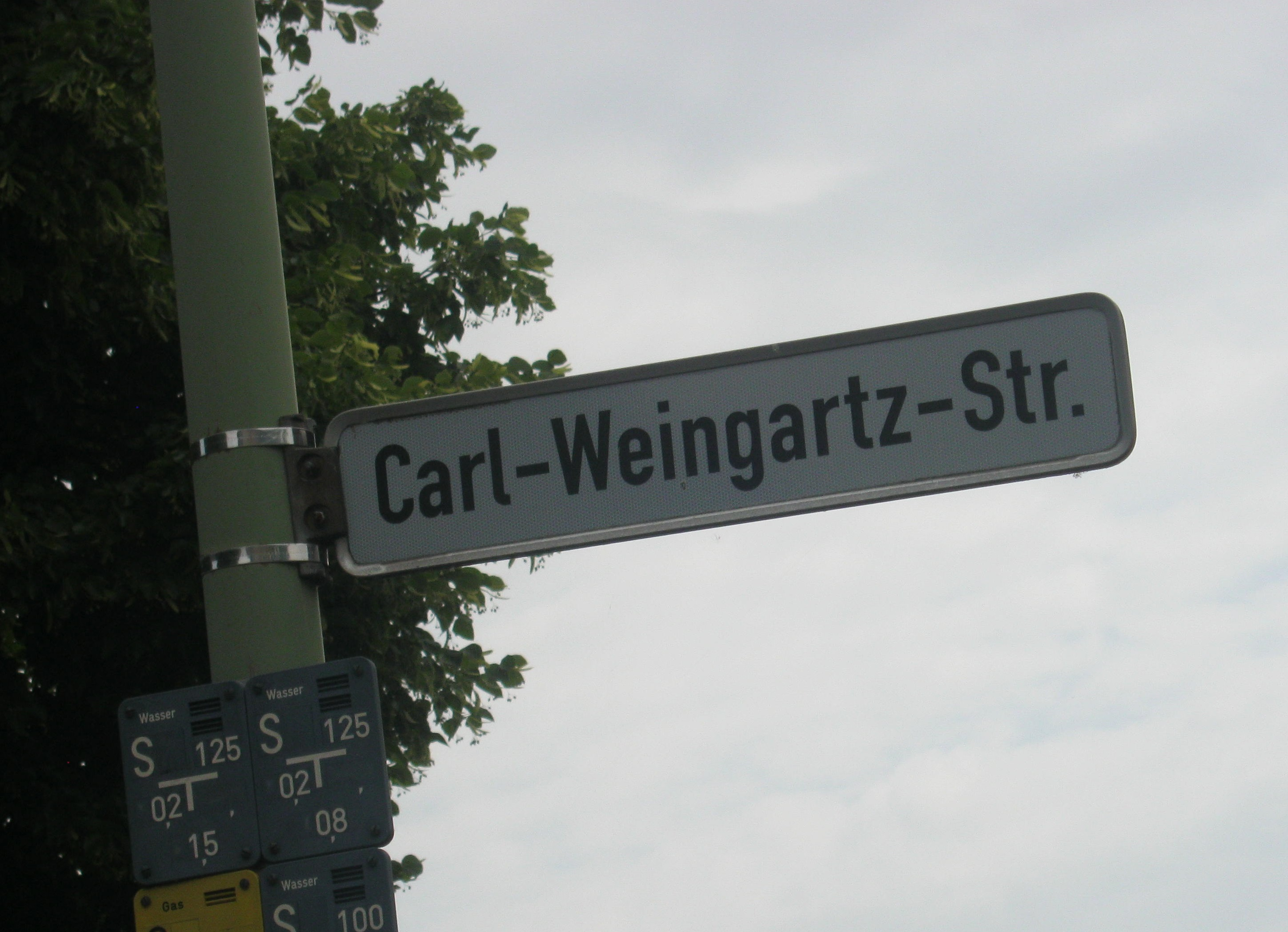
Carl-Weingartz-Straße in Lendersdorf

Carl Weingartz (* 13. April 1912 in Lendersdorf; † 6. November 1990) war ein Grafiker, Maler und Bildhauer aus dem Dürener Stadtteil Lendersdorf.

## Leben
Seine Eltern waren Christian und Franziska Weingartz. Carl war das erste von vier Kindern.
Weingartz erlernte nach dem Schulbesuch den Beruf des Werbegrafikers. Danach studierte er an der Hochschule für Bildende Künste Dresden. 1945 zog er wieder in seinen Heimatort. Er malte die durch die Kämpfe im Zweiten Weltkrieg zerstörte Landschaft, insbesondere im Hürtgenwald. Er bebilderte auch viele Bücher, z. B. von Tillmann Gottschalk.
Nach dem Krieg schuf er viele Symbole für große Firmen, z. B. Henkel in Düsseldorf und Hoesch in Dortmund.
Carl Weingartz war verheiratet und hatte vier Kinder.

## Ehrungen
In Lendersdorf wurde nach Weingartz die Carl-Weingartz-Straße benannt.

## Werk

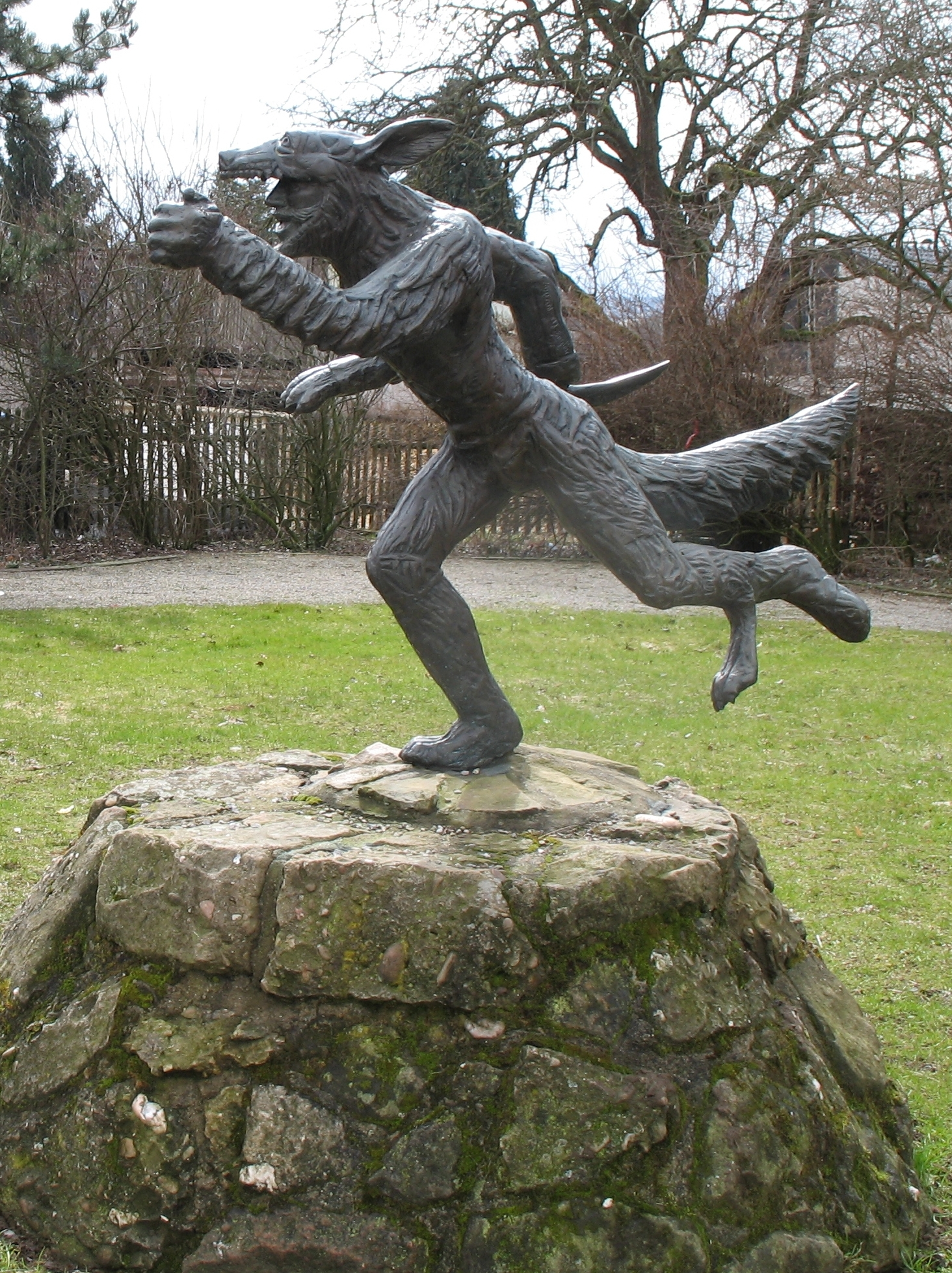
"Sürthgens Mossel" in Bergstein

- Ehrenmal Lendersdorf (eingeweiht 1960)[2]
- Himmelspfeil in Arnoldsweiler (eingeweiht am 8. Dezember 1963)[3]
- Glaswand in der Hauptschule St. Michael Lendersdorf (5,70 × 3,90 m)
- Ehrenmal in Birgel (eingeweiht am 18. November 1967)[4]
- Glasätzung St. Nikolaus in der Friedhofskapelle Lendersdorf
- Jubiläumsplakette in der Basilika St. Hubert in den Ardennen und in der Pfarrkirche Ludersdorf
- mehrere Gemälde und Zeichnungen
- Ehrenmale in Oberzier, Niederzier, Blankenheim, Ripsdorf, Lommersdorf, Weisweiler und Gressenich
- "Sürthgens Mossel" in Bergstein (siehe Foto); Weingartz starb vor der Vollendung dieser Statue, die dann von Laurentius Ulrich Englisch fertiggestellt wurde.[5]